# آبشار چیاپارا
آبشار چیاپارا (به انگلیسی: Cheeyappara Falls) آبشاری است که در  کرالا، هند واقع شده و ارتفاع کلی ریزشگاه آن Not known است.